# Niederschönhagen
Niederschönhagen ist ein Ortsteil von Detmold im Kreis Lippe, Nordrhein-Westfalen, und liegt etwa sieben Kilometer östlich vom Stadtzentrum entfernt. Die benachbarten Detmolder Ortsteile sind im Uhrzeigersinn Oberschönhagen, Diestelbruch, Vahlhausen und Mosebeck. Das Dorf ist vermutlich im 5. bis 7. Jahrhundert n. Chr. entstanden und hieß damals Hunyhusen. Aus dem Jahr 1409 gibt es ein Dokument, dem Schadensverzeichnis der Eversteiner Fehde, in dem Schönhagen Hunynchusen genannt wird.
Der 2,6 km² große Ortsteil Niederschönhagen besitzt zahlreiche gut erhaltene Fachwerkbauten aus dem 18. und 19. Jahrhundert.
Am 1. Januar 1970 wurde Niederschönhagen in die Kreisstadt Detmold eingegliedert.
In Niederschönhagen wohnen auf einer Fläche von 2,6 km² insgesamt 75 Bürger (August 2006). Ortsbürgermeister ist derzeit Frank Witte (CDU), der Vertreter im Stadtrat ist Manfred Stölting (SPD).